# البطولة الإفريقية للكرة الطائرة للأندية رجال 2010
البطولة الأفريقية التاسعة والعشرون للكرة الطائرة للأندية فئة الرجال 2010 تنظمها تونس ابتداءً من الخميس 22 أبريل 2010 بمشاركة اثنين وعشرين نادياً من أربعة عشر دولة أفريقية. تم تقسيم الأندية المشاركة إلي أربع مجموعات، حيث تضم المجموعتين الأولي والثانية خمس أندية، وتضم المجموعتين الثالثة والرابعة ستة أندية.

## دوري المجموعات

### المجموعة الأولى

#### ترتيب المجموعة الأولى
| الفريق         | لعب | فاز | خسر | له | عليه | -\+ | النقاط |
| -------------- | --- | --- | --- | -- | ---- | --- | ------ |
| الصفاقسي       | 4   | 4   | 0   | 12 | 0    | 12  | 8      |
| أولمبي الشلف   | 4   | 3   | 1   | 9  | 3    | 6   | 7      |
| الخدمات العامة | 4   | 2   | 2   | 6  | 6    | 0   | 6      |
| مانجا سبورت    | 4   | 1   | 3   | 3  | 10   | 7-  | 5      |
| القوات الأرضية | 4   | 0   | 4   | 1  | 12   | 11- | 4      |

#### مباريات المجموعة الأولى
| التاريخ  | توقيت عالمي | المباراة                        | النتيجة | الأشواط                                 |
| -------- | ----------- | ------------------------------- | ------- | --------------------------------------- |
| 22 أبريل | 17,00       | الصفاقسي : مانجا سبورت          | 3 - 0   | (25 - 15) (25 - 15) (25 - 11)           |
|          | 10,00       | الخدمات العامة : القوات الأرضية | 3 - 0   | (25 - 13) (25 - 20) (25 - 23)           |
| 23 أبريل | 11,00       | أولمبي الشلف : القوات الأرضية   | 3 - 0   | (25 - 14) (25 - 14) (25 - 14)           |
|          | 19,00       | الخدمات العامة : مانجا سبورت    | 3 - 0   | (25 - 17) (25 - 21) (25 - 20)           |
| 24 أبريل | 17,00       | الصفاقسي : الخدمات العامة       | 3 - 0   | (25 - 17) (25 - 21) (25 - 16)           |
|          | 15,00       | أولمبي الشلف : مانجا سبورت      | 3 - 0   | () () ()                                |
| 25 أبريل | 13,30       | الصفاقسي : أولمبي الشلف         | 3 - 0   | (25 - 14) (26 - 24) (25 - 17)           |
|          | 15,00       | مانجا سبورت : القوات الأرضية    | 3 - 1   | (25 - 18) (26 - 24) (18 - 25) (25 - 23) |
| 26 أبريل | 17,00       | الصفاقسي : القوات الأرضية       | 3 - 0   | (25 - 15) (25 - 18) (25 - 11)           |
|          | 11,00       | أولمبي الشلف : الخدمات العامة   | 3 - 0   | (25 - 18) (25 - 19) (26 - 24)           |